# Fruktifikationstheorie
Die Fruktifikationstheorie ist eine ökonomische Theorie zur Erklärung des Zinses. Sie geht zurück auf den französischen Ökonomen und Finanzminister Anne Robert Jacques Turgot.
Im Kern beruht die Fruktifikationstheorie auf einem einfachen Arbitrageargument. Sparer können ihr Kapital in Grund und Boden investieren, der aufgrund seiner Knappheit eine Grundrente abwirft. Kauft ein Sparer beispielsweise ein Stück Wald, wachsen die Bäume und damit ihr Marktwert ohne weiteres Zutun. Äcker und Bauland lassen sich gegen Entgelt verpachten. Aufgrund dieser natürlichen Erträge des Bodens sind Sparer nur dann bereit, ihr Geld bei einer Bank anzulegen oder es zu verleihen, wenn ihnen dafür ein Zins geboten wird. Ohne Zins wäre die Kapitalanlage in Grundeigentum rentabler als eine Finanzanlage und es gäbe keinen Kreditmarkt.
Turgot erkannte die Knappheit und Unzerstörbarkeit des Bodens und den Umstand, dass Boden produktiv oder nützlich ist, als eigentliche Ursache positiver Zinsen. Er illustrierte dies mit folgendem Gedankenexperiment: Bei einem Zins von Null wäre es profitabel, Land in unbegrenzter Menge zu kaufen, weil den Miet- oder Pachteinnahmen keine Darlehenskosten gegenüberstehen. Damit würde die Kreditnachfrage ins Unendliche steigen, was der Vorstellung eines Marktgleichgewichts widerspricht.
Spätere Autoren haben die Fruktifikationstheorie in der Weise verallgemeinert, dass der Zins auf Dauer die Wachstumsrate der Volkswirtschaft übersteigt. Auf diese Weise sichert der Grund und Boden dynamische Effizienz.